# 岳惠来
岳惠来（1949年—），山东高密人，汉族，中华人民共和国政治人物、第十一届全国人民代表大会解放军代表。
毕业于黑龙江省委党校经济管理专业，是中共党员。曾担任吉林省军区司令员。2008年起担任全国人大代表。